# Las crónicas de Huadu
Las crónicas de Huadu es una película de acción y fantasía de 2004 dirigida por Corey Yuen y protagonizada por Donnie Yen, Jaycee Chan, Charlene Choi y Gillian Chung, con una aparición especial de Jackie Chan. Se trata de una secuela de la película Efecto vampiro de 2003, pero tiene una historia completamente diferente a la primera cinta.

## Sinopsis
La película está ambientada en Flower Capital, una tierra gobernada por una reina malvada (Qu Ying) que comenzó a odiar a los hombres después de que su amante, el sumo sacerdote Wei Liao (Daniel Wu), la traicionara. Todos los hombres en el reino son esclavos de las mujeres. Sin embargo, una profecía predice que un día, la Estrella de Rex encontrará y empuñará una espada mítica, subirá al poder, derrocará a la reina y restablecerá el equilibrio de los dos sexos.

## Reparto
- Donnie Yen como Crouching Tiger Hidden Dragon.
- Jaycee Chan como Charcoal Head / Star Rex.
- Charlene Choi como Spring.
- Gillian Chung como Blue Bird.
- Chen Bolin como Blockhead.
- Tony Leung Ka-fai como Blackwood.
- Qu Ying como la reina malvada.
- Fan Bingbing como Red Vulture.
- Jackie Chan como el general Wai Shing.
- Daniel Wu como Wei Liao.